# MICHA
MICHA, artiestennaam van Micha Bartelds (Zwolle, 23 maart 2001), is een Nederlandse muzikant, componist en multi-instrumentalist.

## Biografie
Bartelds was sinds 2018 onderdeel van het duo Micah & Julia (met Julia Sabaté) waarmee hij in 2018 de muziekwedstrijd van Kunstbende won en in 2021 deelnam aan de Popronde. Het duo bracht verschillende singles en de ep 2 Deep 4 Me uit, maar ging in 2022 uit elkaar.
Hierna ging Bartelds zich focussen op zijn solo-carrière. Hij nam de artiestennaam MICHA aan en bracht in september 2023 zijn eerste single Do Me Like You Do uit. Hij deed in dat jaar ook mee aan de Popronde. Bartelds verblijft sinds 2019 regelmatig  in Nashville  waar hij een samenwerking heeft met LV records van  Femke Weidema Hij bracht nog twee singles uit, voordat hij in juni 2024 kwam met zijn debuut-ep Dead End of A Dream. Aan het eind van 2024 volgde de single Hopeful, die in 2025 werd opgepakt door radiozender NPO Radio 2. Hier werd het nummer in maart van dat jaar uitgeroepen tot TopSong.
Tevens in 2025 deed hij mee met televisieprogramma The Headliner. In dit programma coverde hij samen met Typhoon het nummer Laat me van Ramses Shaffy, die ze in maart 2025 als single uitbrachten. Bartelds wist de finale te bereiken. De finale verloor hij van Anouk Wolf.
Juli 2025 tekent Micha een publishing contract bij LizRoseMusic in Nashville. 

## Discografie (albums en ep's)
- Dead End of A Dream (ep, 2024)